# Tchikiré
Tchikiré est une localité du Cameroun située dans le canton de Djoundé, dans la commune de Mora, dans le département du Mayo-Sava et la région de l'Extrême-Nord.  

## Géographie
Tchikiré se situe à l'extrême Nord du département, à 15km à l'Est de Mora, à proximité de la frontière avec le Nigeria et à proximité du Parc national de Waza.

## Population
En 1967, on comptait 85 personnes dans la localité.
Lors du recensement de 2005, 273 personnes y ont été dénombrées, dont 133 hommes et 140 femmes.

### Ethnies
On trouve à Tchikiré des populations Mousgoum et arabes Choa.